# Garbiñe Biurrun
Garbiñe Biurrun Mancisidor (Tolosa, mayo de 1960) es una jueza, magistrada del Tribunal Superior de Justicia del País Vasco y profesora universitaria de Derecho española, presidenta de la Sala de lo Social del TSJPV, desde 2009. Es profesora asociada de Derecho del Trabajo y de la Seguridad Social en la Universidad del País Vasco.
Pertenece a la asociación de Jueces y juezas para la Democracia. Ha estado en el equipo de traducción al euskera de la Constitución Española y de la Ley de Procedimiento Laboral. También ha colaborado con plataformas sociales y por la paz y colabora asiduamente en diversos medios de comunicación escritos y audiovisuales como Argia, EITB, La Sexta, etc.

## Biografía
Nació en Tolosa, de donde también eran sus progenitores y donde reside. Es euskaldún a pesar de que en su infancia -ha explicado- vivía en castellano en la calle y en casa a medias, ya que su padre no sabía euskera. Los padres de su padre eran navarros y los de su madre también de Tolosa. Ambos trabajaban en la fábrica. El padre de Garbiñe murió cuando ella tenía 13 años. En 1977 empezó a estudiar Derecho en la universidad. Garbiñe Biurrun tiene dos hijos, uno de ellos es Juantxo Arakama, el cantante del grupo de música rap-reggae en euskera Glaukoma.

### Trayectoria profesional
En 1987 ingresó en la carrera judicial e inició su andadura profesional como jueza de primera instancia e instrucción de Tolosa, momento en el que ingresó en la asociación Jueces para la Democracia, una organización que considera la única voz crítica y no elitista en el mundo de la justicia, a nivel de jueces y de la que ha sido miembro del Secretariado estatal y Coordinadora y Portavoz de la Sección Territorial del País Vasco.
En 1989 ascendió a magistrada y fue destinada al juzgado de lo social 3 de San Sebastián.  En noviembre de 1998 se trasladó a la plaza de magistrada de la Sala de lo Social del Tribunal Superior de Justicia del País Vasco (TSJPV), cuya presidencia pasó a ocupar en septiembre de 2009, en sustitución de Manuel Díaz de Rábago. En noviembre de 2014 fue reelegida para el cargo.
Ha participado en numerosas actividades de formación organizadas por el CGPJ y por otras instituciones tanto nacionales como de carácter internacional y ha estado en el equipo de traducción al euskera de la Constitución Española y de la Ley de Procedimiento Laboral.
Es profesora asociada de Derecho del Trabajo y de la Seguridad Social de la Universidad del País Vasco, en la Facultad de Derecho de Bizkaia, profesora permanente del Foro Social Aranzadi en sus sedes de San Sebastián y Bilbao, y autora de diversos artículos en diversos terrenos jurídicos, principalmente en materia laboral, social, de igualdad de género y de derecho europeo, así como respecto a la violencia en Euskadi y la construcción de la paz y la memoria histórica.

### Euskera
Garbiñe Biurrun es euskaldun y ha abogado siempre por los derechos lingüísticos de los ciudadanos en la justicia. Ha estado en el equipo de traducción al euskera de la Constitución Española y de la Ley de Procedimiento Laboral. Cuando fue elegida Presidenta de la Sala de lo Social del Tribunal Superior de Justicia del País Vasco en su discurso mencionó que trabajaría por el euskera en la justicia, entre otros.
Colabora también en diversos medios de comunicación escritos y audiovisuales en euskera como Argia, Berria, ETB1, HamaikaTB...

### Compromiso social y por la paz
En terrenos no profesionales, ha participado en varios movimientos asociativos: hasta 1997, año en el que accedió a la judicatura, fue militante de Euskadiko Ezkerra y miembro del sindicato CCOO. En la actualidad es miembro de Gesto por la Paz, de Lokarri, del Movimiento por la Paz y de Amnistía Internacional. Ideológicamente se posiciona como una persona de izquierdas en defensa de la igualdad, libertad, dignidad y justicia, posición -dice- que incluye el feminismo y colabora con frecuencia en medios de comunicación. Hasta 2009 participó en el programa de ETB Pásalo como analista política y tertuliana.
En 2014 formó parte de la Comisión para Impulsar el Proceso de Paz, un grupo promovido por el Foro Social con el objetivo de facilitar y agilizar el desarme de ETA. Poco después, el Consejo General del Poder Judicial le prohibió participar en ese grupo, argumentando que era incompatible con sus funciones como jueza.  Biurrun rechazó la prohibición, que fue hecha pública sin haber informado previamente a la jueza. En 2015 el CGPJ le prohibió también formar parte del Consejo de Dirección de Gure Esku Dago.
En enero de 2016 Biurrun fue una de las personalidades que respaldaron la manifestación en Bilbao contra la dispersión de presos de ETA y en diversas ocasiones se ha mostrado a favor del acercamiento de estos presos a cárceles del País Vasco.

### Candidata aLehendakari
Debido a toda su trayectoria, Garbiñe Biurrun fue propuesta para Lehendakari por el partido político Podemos, pero ésta lo declinó por motivos personales y profesionales, al tener otros compromisos, dado que para introducirse en la política debe dejar todos sus cargos en la judicatura, ya que la judicatura es incompatible con la política.
Un año antes, en julio, el entonces secretario general de Podemos, Roberto Uriarte, le ofreció aspirar al Congreso de los Diputados. La magistrada rechazó la propuesta pero dejó una puerta abierta que la actual dirección, encabezada por Nagua Alba, se apresuró a cruzar.
Biurrun optó por la Judicatura pero aseguró que “seguirá compartiendo” con Podemos Euskadi “espacios de encuentro y de trabajo” en el ejercicio de sus “derechos de ciudadanía”, aunque dentro de los límites que su profesión le impone.
No fue esa la primera vez que invocó esos derechos para adentrarse en un terreno vedado a los jueces. En 2014 quiso formar parte de la Comisión para Impulsar el Proceso de Paz, promovida por Lokarri, y se vio obligada a elegir ante la advertencia de incompatibilidad del Consejo General del Poder Judicial.
Posteriormente, en 2015, el órgano de los jueces le impidió integrarse en el Consejo de Dirección de Gure Esku Dago, un movimiento a favor del derecho a decidir, por la imposibilidad de compatibilizar su puesto con actividades que “menoscaben” la imparcialidad de los miembros de la Judicatura.

## Publicaciones

### Libros
- Lan Arloko Prozeduraren Legea. Ley de Procedimiento Laboral (2007) Aitor Bengoetxea Alkorta, Garbiñe Biurrun Mancisidor. Ed.  Bilbao : Universidad del País Vasco

### Artículos
- Algunas reflexiones en torno a la paz (2006) Tiempo de Paz 0212-8926, N.º 82 págs. 37-40
- ¿Reforma del sistema público de pensiones? ¿Qué reforma? (2010) Actualidad jurídica Aranzadi 1132-0257, N 808  pág. 6
- Adiós al despido objetivo por amortización del puesto de trabajo: última crónica de una vieja etapa (2010) Tribuna social: Revista de seguridad social y laboral 1130-7331, N.º 236-237 págs. 77-84
- La Unión Europea como agente de paz: contradicciones y desafíos para el s. XXI (2013) ISBN 978-84-695-7231-3